# Javier Fernández (patinage artistique)
Pour les articles homonymes, voir Javier Fernández López, Javier Fernández, Fernández et López.
Javier Fernández López (né le 15 avril 1991 à Madrid), est un patineur artistique espagnol. Il est le premier médaillé olympique en patinage pour son pays (2018). Il est double champion du monde (2015, 2016) et septuple champion d'Europe consécutif entre 2013 et 2019. Il est également septuple champion d'Espagne.
Il est le premier Espagnol de l'histoire à être médaillé olympique (bronze en 2018), champion du monde (en 2015 à Shanghaï), à être médaillé aux championnats du monde (le bronze en 2013 à London), à devenir champion d'Europe (en 2013 à Zagreb), à obtenir une médaille à une finale de Grand Prix ISU (le bronze en 2011), à obtenir une médaille à une épreuve du Grand Prix ISU (au Skate Canada 2011) et également une médaille d'or à une épreuve du grand Prix ISU (au Skate Canada 2012). Il obtient en 2014 la quatrième place aux Jeux olympiques de Sotchi avant de décrocher le bronze à Pyeongchang 2018. Ayant grandement contribué à développer le patinage en Espagne, il remporte en 2014 la deuxième place à la Finale du Grand Prix, qui se tenait à Barcelone grâce à lui, suivi du titre de champion du monde en mars 2015 à Shanghai, en Chine.

## Biographie

### Carrière sportive

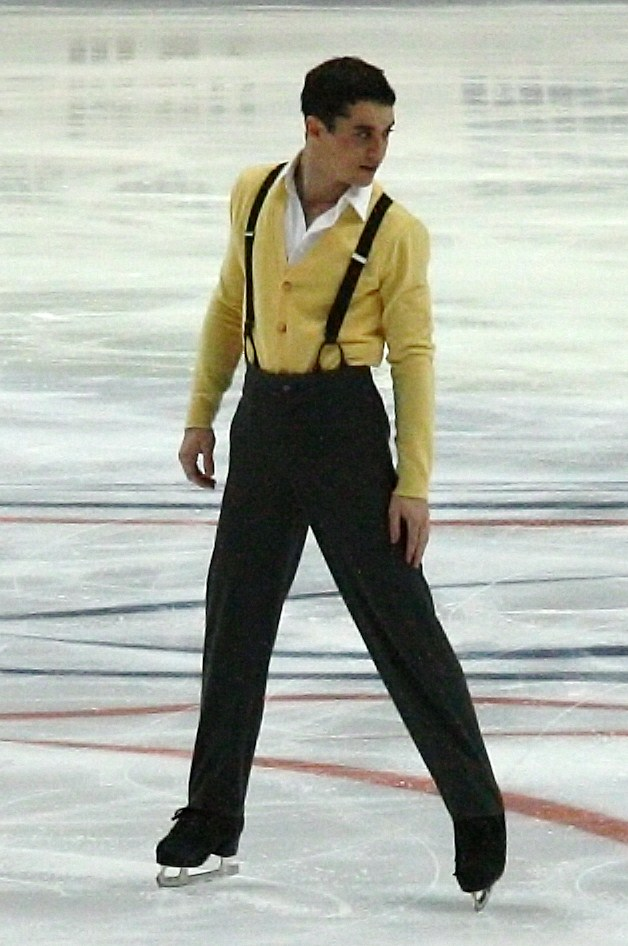
Javier Fernandez en 2011

Champion d'Espagne junior en 2007, 2008, 2009, il conquiert le titre national senior espagnol en 2010. Il est le premier patineur espagnol à sauter le triple Axel, le quadruple boucle piqué, et le quadruple salchow.
De 2007 à 2010, il progresse régulièrement dans les différentes compétitions internationales. En 2010, après son premier titre national senior espagnol remporté à Majadahonda, il se classe 8e européen à Talinn, puis participe aux Jeux Olympiques d'hiver de Vancouver où il réussit à obtenir la 14e place. Ce sont ses premiers Jeux et il est le premier patineur espagnol qui a réussi à se qualifier pour des Jeux olympiques depuis la participation de Dario Villalba en 1956! Un mois plus tard, il améliore encore ses résultats lors des Championnats du monde de mars 2010 à Turin. Après s'être classé 13e du programme court, il réussit à conquérir la 10e place du programme long, ce qui le classe finalement 12e. Il a même amélioré son record personnel avec 215.66 points.
En 2010/2011, il perd le titre national au profit de Javier Raya à Barcelone, prend la 9e place des Championnats d'Europe de janvier 2011 à Berne, puis la 10e place des Championnats du monde d'avril 2011 à Moscou,.
En 2011/2012, Javier Fernandez quitte son entraineur Nikolai Morozov pour travailler à Toronto avec Brian Orser. Avec Orser et deux quadruples différents, il gagne ses premières médailles de Grand Prix ISU lors du Skate Canada et de la Coupe de Russie, à chaque fois l'argent. Il est le premier patineur espagnol à le faire. En décembre, il devient le premier espagnol à se qualifier et à gagner une médaille au Finale du Grand Prix. Il obtient ensuite son deuxième titre national senior à Jaca. Quelques semaines plus tard, il obtient la 6e place aux Championnats d'Europe de janvier 2012 à Sheffield, puis la 9e place des Championnats du monde de mars 2012 à Nice. Ce sont les meilleurs résultats européens et mondiaux de Javier Fernandez à cette époque.
En 2012/2013 il gagne sa première médaille d'or de Grand Prix lors du Skate Canada en octobre. Le mois suivant, il prend la 4e place du Trophée NHK. Qualifié pour la finale du Grand Prix, il prend la 4e place, puis obtient son troisième titre national senior à Majadahonda. Lors des Championnats d'Europe de janvier 2013 à Zagreb, il remporte le titre. C'est la première médaille européenne pour un Espagnol et donc également le premier titre européen pour ce pays. Il monte ensuite pour la première fois sur un podium mondial en remportant la médaille de bronze des mondiaux de mars 2013 à London,.
En 2013/2014, le début de saison est laborieux au Trophée NHK (5e) et à la Coupe de Russie (3e). Il progresse toutefois les mois suivants en remportant son quatrième titre national à Jaca en décembre puis son deuxième titre continental à Budapest lors des Championnats d'Europe de janvier 2014. Le mois suivant il se classe au pied du podium olympique à Sotchi,, puis conserve sa médaille de bronze mondiale à Saitama aux mondiaux de mars 2014.
En 2014/2015, il se classe successivement 2e du Skate Canada, 1er de la coupe de Russie et 2e de la finale du Grand-Prix ISU à Barcelone. Après avoir remporté un cinquième titre national à Grenade, il obtient un troisième titre continental à Stockholm lors des Championnats d'Europe de janvier 2015. Il devient ensuite champion du monde à Shanghaï aux mondiaux de mars 2015 devant le champion en titre Yuzuru Hanyū.
En 2015/2016, il obtient une quatrième médaille d'or consécutive lors des Championnats d'Europe de janvier 2016. Il réussit également à conserver son titre mondial aux mondiaux de mars 2016 à Boston en s'imposant devant le champion Olympique en titre Yuzuru Hanyū qui a réalisé un programme libre imparfait. À cette occasion, Javier Fernandez bat son record personnel de points sur le programme libre et sur l'ensemble de sa prestation (court plus libre).
Le 28 novembre 2018, Javier Fernández annonce qu'il mettra un terme à sa carrière après les Championnats d'Europe de Minsk, en janvier 2019.

## Programmes
|           | Programme court                                                          | Programme libre                                                                         | Exposition                                      |
| --------- | ------------------------------------------------------------------------ | --------------------------------------------------------------------------------------- | ----------------------------------------------- |
| 2006/2007 | BO de Dragon, l'histoire de Bruce Lee (de Randy Edelman)                 | BO du Parrain (de Nino Rota)                                                            |                                                 |
| 2007/2008 | BO de Requiem for a Dream (de Clint Mansell)                             | BO de Mission (d'Ennio Morricone)                                                       |                                                 |
| 2008/2009 | Entre dos aguas (de Paco de Lucía)                                       | BO de Matrix (de Don Davis)                                                             | I Like The Way You Move (du groupe BodyRockers) |
| 2009/2010 | BO de Mission impossible 2 (de Hans Zimmer)                              | BO de Pirates des Caraïbes (de Klaus Badelt et Hans Zimmer)                             |                                                 |
| 2010/2011 | Rhumba d'Amour, extrait de la musique de la série d'animation Nu Pogodi! | BO de Pirates des Caraïbes (de Klaus Badelt et Hans Zimmer)                             |                                                 |
| 2011/2012 | I Love Paris de The Witnesses et Petit Fleur de René Henri               | extraits de La Traviata, Les Vêpres siciliennes, Nabucco et Rigoletto de Giuseppe Verdi |                                                 |
| 2012/2013 | BO Le Masque de Zorro de James Horner                                    | medley de musiques de Charlie Chaplin                                                   |                                                 |
| 2013/2014 | Satan Takes a Holiday de Larry Clinton                                   | BO de la série Peter Gunn de Henry Mancini et Harlem Nocturne de Earle H. Hagen         |                                                 |
| 2014/2015 | Black Betty de Ram Jam                                                   | Le Barbier de Séville de Gioachino Rossini                                              |                                                 |
| 2015/2016 | Malagueña de Ernesto Lecuona                                             | Guys and Dolls de Frank Loesser                                                         |                                                 |
| 2016/2017 | Malagueña (chanson) d'E. Lecuona                                         | Medley de morceaux d'Elvis Presley                                                      |                                                 |
| 2017/2018 | Temps Modernes de Alfred Newman Orchestra                                | Man of La Mancha de Mitch Leigh                                                         |                                                 |

## Palmarès
| Compétition                   | 2007    | 2008    | 2009    | 2010    | 2011    | 2012    | 2013    | 2014    | 2015    | 2016    | 2017    | 2018    | 2019    |  |
| Jeux olympiques d'hiver       |         |         |         | 14e     |         |         |         | 4e      |         |         |         | 3e      |         |  |
| Championnats du monde         | 35e     | 30e     | 19e     | 12e     | 10e     | 9e      | 3e      | 3e      | 1er     | 1er     | 4e      |         |         |  |
| Championnats d’Europe         | 28e     | 17e     | 11e     | 8e      | 9e      | 6e      | 1er     | 1er     | 1er     | 1er     | 1er     | 1er     | 1er     |  |
| Championnats d'Espagne        |         |         |         | 1er     | 2e      | 1er     | 1er     | 1er     | 1er     | 1er     | 1er     |         |         |  |
| Championnats du monde juniors |         | 13e     |         |         |         |         |         |         |         |         |         |         |         |  |
|                               |         |         |         |         |         |         |         |         |         |         |         |         |         |  |
| Grand Prix ISU                | 2006/07 | 2007/08 | 2008/09 | 2009/10 | 2010/11 | 2011/12 | 2012/13 | 2013/14 | 2014/15 | 2015/16 | 2016/17 | 2017/18 | 2018/19 |  |
| Finale du Grand Prix          |         |         |         |         |         | 3e      | 4e      |         | 2e      | 2e      | 4e      |         |         |  |
| Skate Canada                  |         |         |         |         | 5e      | 2e      | 1er     |         | 2e      |         |         |         |         |  |
| Coupe de Chine                |         |         |         |         |         |         |         |         |         | 1er     |         | 6e      |         |  |
| Trophée de France             |         |         |         | 11e     |         |         |         |         |         |         | 1er     | 1er     |         |  |
| Coupe de Russie               |         |         |         |         | 9e      | 2e      |         | 3e      | 1er     | 1er     | 1er     |         |         |  |
| Trophée NHK                   |         |         |         |         |         |         | 4e      | 5e      |         |         |         |         |         |  |
| Légende : F = Forfait         |         |         |         |         |         |         |         |         |         |         |         |         |         |  |